# 陶安仁
陶安仁(1980年—)，是亞洲小姐競選歷屆最年輕的參賽者，她在1995年參賽時她尚未滿16歲。
陶安仁在浙江省杭州出生，9歲時隨同當中醫的父親移居香港。之後參選亞洲小姐，雖然得不到獎項，但仍然得到亞洲電視為她簽約，並拍了幾部電視劇。後來她到St. Martin學校繼續升學，中間她曾經為自己改過一個藝名陶嘉言，試圖轉運，並在更改藝名後轉投無綫電視效力一段短時間，但並未有令事業有起色。之後她離開了香港，到中國大陸發展。

## 作品列表

### 電視劇
- 1996年：《誰是兇手》之奸情[1][2]
- 1997年：《著數一族》飾 展彩
- 1997年：《殭屍道長》
- 1998年：《穆桂英》 飾 楊九妹

### 電影
- 1996年：《虎度門》[3]
- 1999年：《娛樂之王》

## 外部連結
- HKiBBS：《娛我所欲也》精華區有關陶安仁的討論記錄
- 曾敏，(2002年)，香港选美史上年龄最小的靓女陶安仁，金羊网：新快报特快热线